# 蘭齊希湖

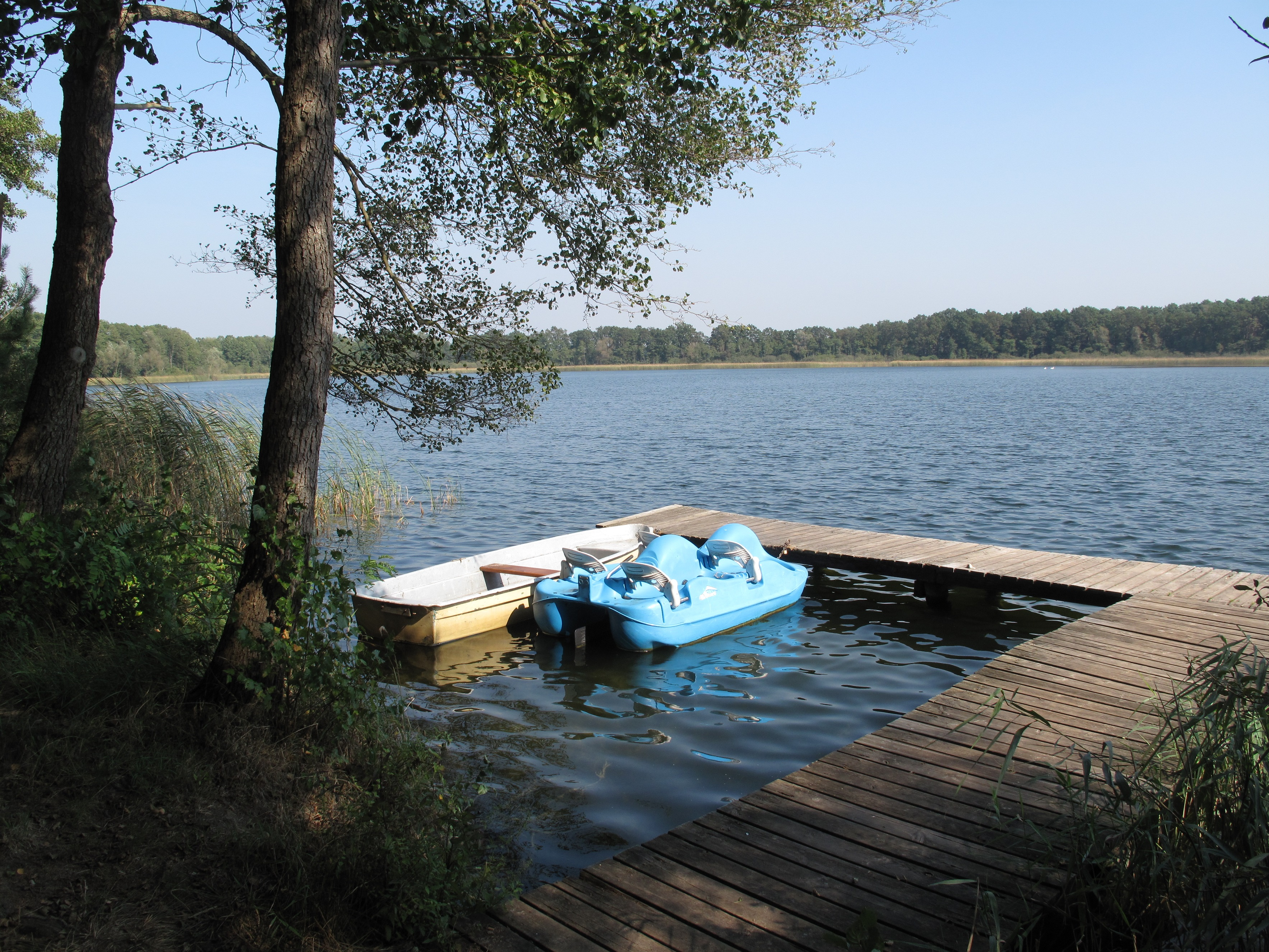

52°6′51″N 14°11′43″E / 52.11417°N 14.19528°E
蘭齊希湖（德語：Ranziger See），是德國的湖泊，位於該國西南部，由勃蘭登堡州負責管轄，處於奧得-施普雷縣，面積0.36平方公里，海拔高度42米，平均水深5米，最大水深12米，湖岸線長度2.5公里。